# ÖAF SLKW

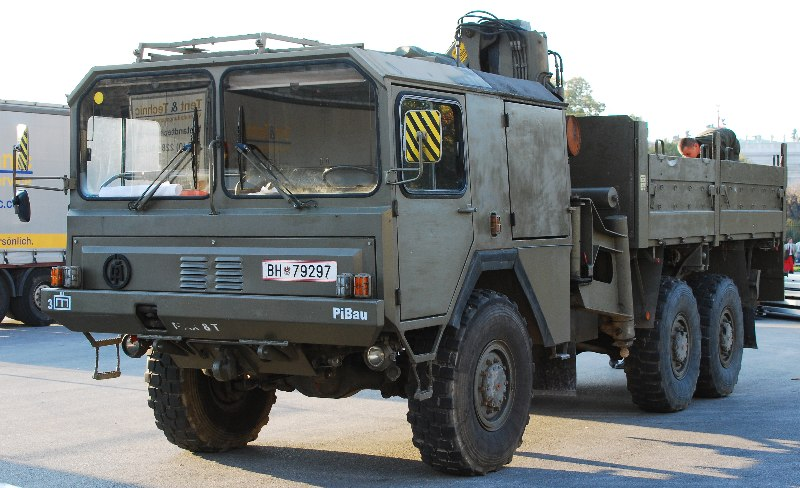
ÖAF sLKW 20.320 G3

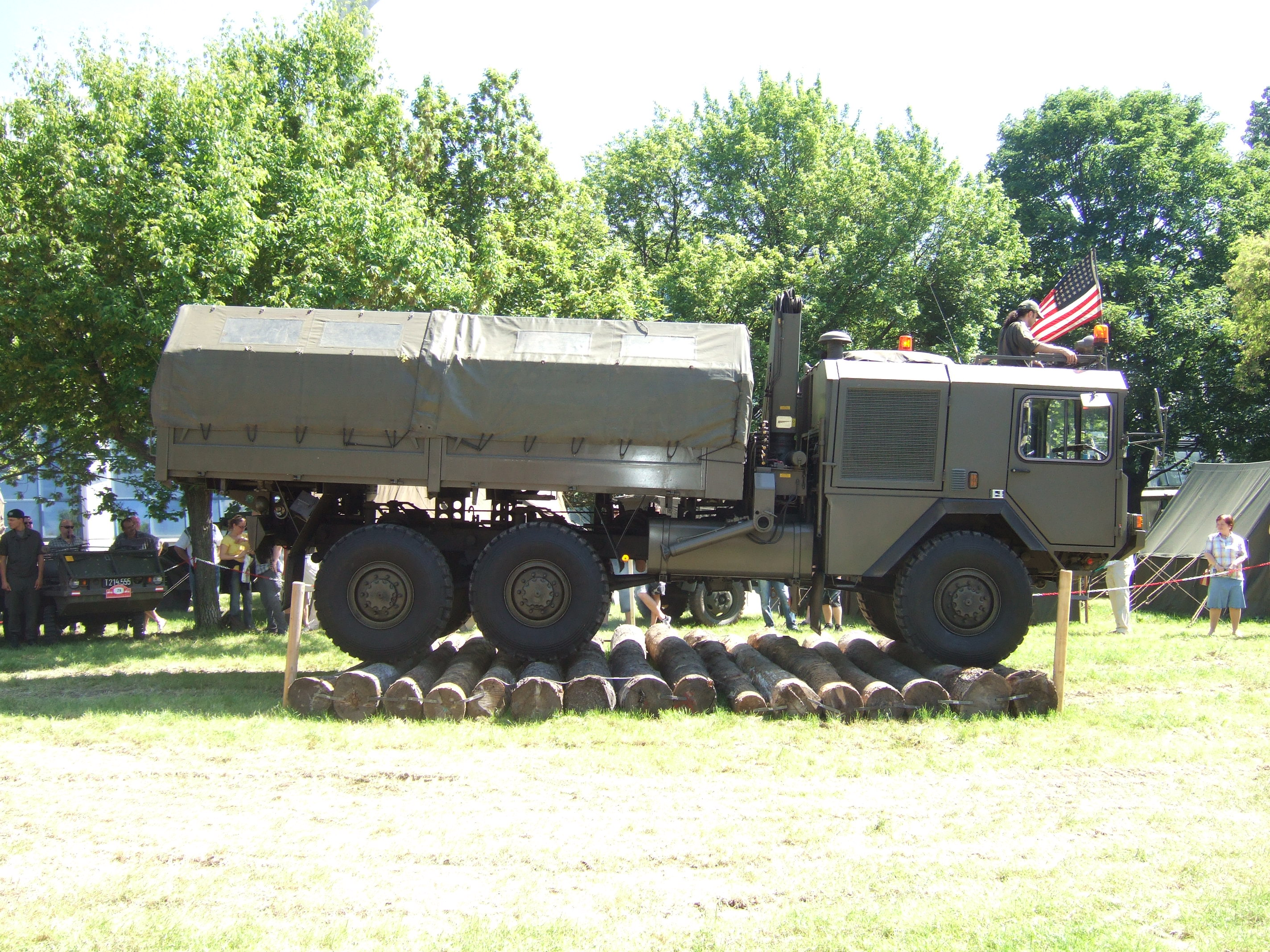
ÖAF sLKW bei einer Vorführung im Heeresgeschichtlichen Museum in Wien.

Der ÖAF s-LKW ist ein von der Firma ÖAF hergestellter geländegängiger LKW, welcher für das österreichische Bundesheer gebaut wurde. Seine Basis ist der MAN gl der deutschen Bundeswehr.

## Antriebskonzept
Das Fahrzeug besitzt einen permanenten Allradantrieb, wobei zusätzlich drei Sperren vorhanden sind, welche je nach Geländeart zugeschaltet werden können. Durch die Längssperre wird die Antriebsleistung auf alle 3 Achsen gleichmäßig zu je 33 % verteilt. Außerdem können noch die Quersperre der Hinterachsen und die Quersperre der Vorderachse (nur auf extrem rutschiger Fahrbahn bzw. im Gelände) geschaltet werden. Die Sperren werden elektro-pneumatisch geschaltet.
Die Kraftübertragung erfolgt durch ein 6-Gang-Wechselgetriebe, welches nur durch eine 1-Scheibenkupplung vom Motor getrennt ist. Zusätzlich besitzt das Fahrzeug einen Drehmomentwandler, wodurch auch das Anfahren ohne zu kuppeln ermöglicht wird. (Der Gang wird noch im Stand eingelegt, und das Fahrzeug rollt nach dem Lösen der Bremse automatisch los.) Durch den Drehmomentwandler wird das Drehmoment um das 2,5fache erhöht.
Um bei höheren Drehzahlen weiterhin sparsamer fahren zu können, wird der Drehmomentwandler ab einer gewissen Drehzahl (ca. 1500 1/min) durch eine Schaltkupplung übergangen (der Wandler ist dadurch geschlossen).
Um kurze Steigungen zügig überwinden zu können, besitzt der SLKW einen Kick-down. Wird das Gaspedal bis zum Anschlag durchgedrückt, so wird ein am Fahrerhausboden angebrachter Druckknopf betätigt. Dadurch öffnet der Wandler, der Motor dreht hoch und nun kann der LKW sogar bergauf beschleunigen.
Den eingeschalteten Wandler erkennt der Fahrer durch das Aufleuchten einer Kontrolllampe, die unterhalb des Drehzahlmessers angebracht ist.
Im Stadtverkehr wird der 3. Gang zum Anfahren benützt, der 4. Gang wird im normalen Betrieb als Anfahrgang verwendet.
Je nach Beladungszustand ist auch ein Anfahren im 6. Gang möglich, allerdings muss der Lenker viel Gas geben und der LKW fährt lange im Wandlerbereich, wodurch es bei falscher Gangwahl und langem Fahren im Wandlerbereich zu einer Überhitzung des Wandleröles kommen kann. Der Wandlerbereich sollte daher nur beim Anfahren verwendet werden.
Im schwer befahrbaren Gelände verhindert der Drehmomentwandler das Abwürgen des Motors bei einer falschen Gangwahl, auch wenn man sich mitten in einer Steigung befindet. Ebenso macht er manchen Schaltvorgang im Gelände überflüssig und verhindert dadurch oft eine entscheidende Zugkraftunterbrechung. Darüber hinaus wirkt der Wandler materialschonend, da er schlagartig auftretende Belastungen – wie sie oft durch den unsachgemäßen Einsatz der Kupplung verursacht werden – verhindert.
Insgesamt trägt das ungewöhnliche Antriebskonzept entscheidend zu den überragenden Fahreigenschaften im Gelände und der besonderen Eignung als Zugfahrzeug bei.

## Ausstattung
Das Fahrzeug ist zum Materialtransport und ebenso zum Mannschaftstransport geeignet. Dazu müssen nur die vorhandenen Bänke auf der Ladefläche aufgebaut werden. Laut Erstzulassung dürfen mit dem SLKW bis zu 21 Personen befördert werden (18 auf der Ladefläche, 3 im Fahrerhaus).
Um das Laden zu erleichtern, gibt es Modelle mit Kran (Palfinger PK 7500N, PK 17000N), für den großen Kran ist ebenfalls ein Arbeitskorb vorhanden. Für den großen Kran gibt es die Möglichkeit der Bedienung über eine Kabelfernbedienung.
Sämtliche Modelle sind mit einer Rotzler Treibmatic Seilwinde ausgestattet. Nach vorne hat die Seilwinde max. 8 t Zugkraft nach hinten mit der dem Fahrzeug beiliegenden Umlenkrolle max. 16 t Zugkraft. Eine anschließbare Kabelfernbedienung erlaubt die Steuerung der Seilwinde von außerhalb des LKWs.
Das Fahrzeug verfügt über zwei Tanks (jeweils 250 l) auf beiden Seiten unterhalb der Motorraumtüren. Hinter der rechten Motorraumklappe befindet sich der Umschalter für die Wahl des Tanks. Diese Umschaltung darf jedoch nur bei ausgeschaltetem Motor erfolgen.

### Varianten

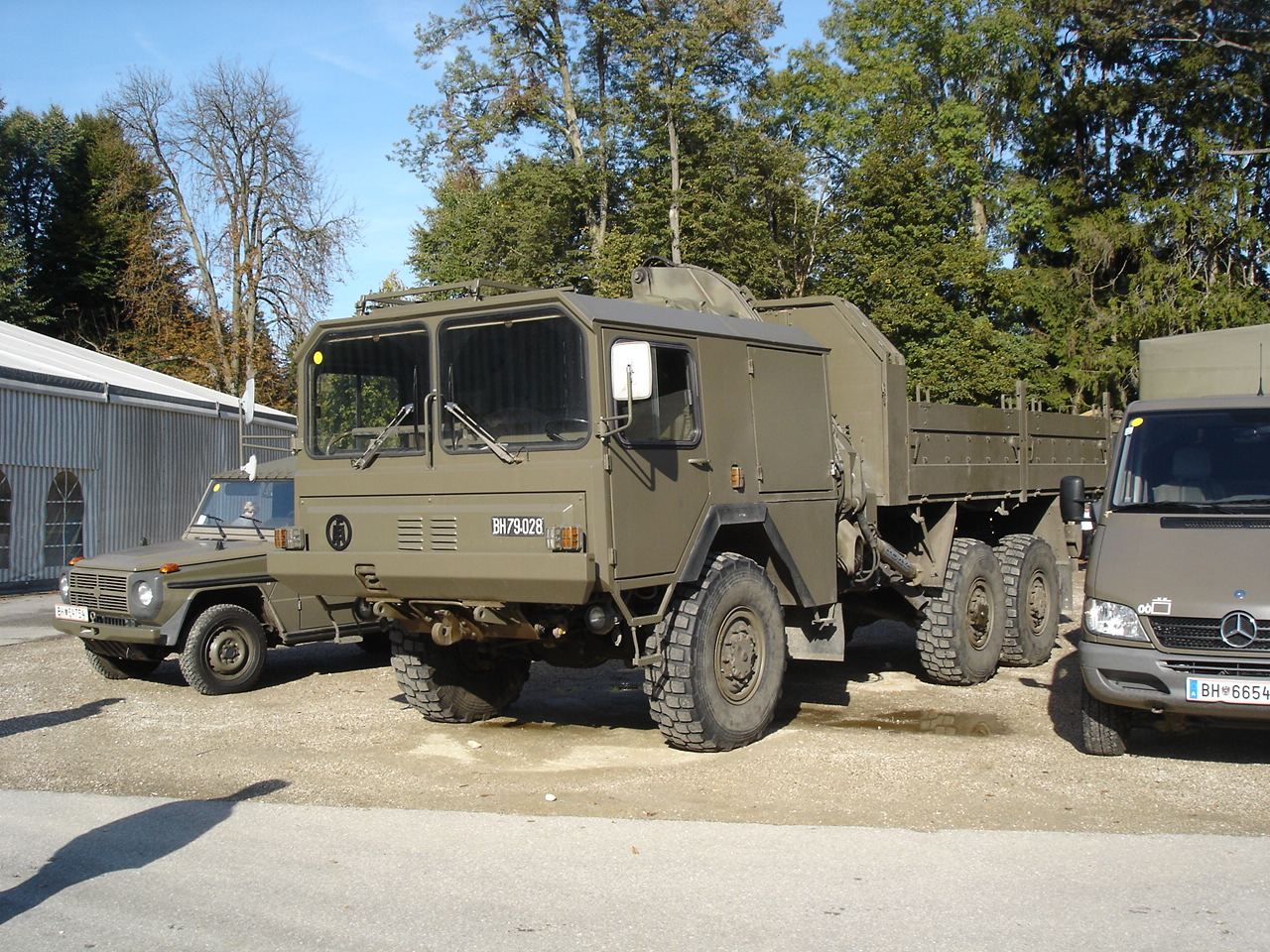
ÖAF sLKW 20.320 G1

| Vollständige Bezeichnung Bundesheer                                                        | Abkürzung        | Typ       |
| ------------------------------------------------------------------------------------------ | ---------------- | --------- |
| GELÄNDEGÄNGIGER SCHWERER LASTKRAFTWAGEN: D,10t, mit Seilwinde und Palfinger-Kran PK 7500N  | GLSLKW10T/ÖAF/P  | 20.320 G1 |
| GELÄNDEGÄNGIGER SCHWERER LASTKRAFTWAGEN: D,10t, mit Seilwinde                              | GLSLKW10T/ÖAF/+  | 20.320 G2 |
| GELÄNDEGÄNGIGER SCHWERER LASTKRAFTWAGEN: D,10t, mit Seilwinde und Palfinger-Kran PK 17000N | GLSLKW10T/ÖAF/SP | 20.320 G3 |
| KRANFAHRZEUG 10t Liebherr Kran LTMF 1030V                                                  |                  | 20.320 G4 |
| MEHRZWECK-DEKONTAMINATIONS-KATASTROPHENSCHUTZ-FAHRZEUG (basierend auf S-LKW Typ 20.320 G1) | KATFRZG/SLKW     | 20.320 G5 |

### Technische Daten
| Technische Daten                | Technische Daten                                                                                              |
| ------------------------------- | --- |
| Motor:                          | MAN V8 Turbodiesel Typ D 2538 MTA                                                                             |
| Hubraum:                        | 12,7603 Liter                                                                                                 |
| Leistung:                       | 236 kW (320 PS) bei 2.500 min−1                                                                               |
| Drehmoment:                     | 1.009 Nm |
| Leerlaufdrehzahl:               | 500 min−1 |
| Höchstdrehzahl:                 | 2.650 min−1 belastet bzw. 2.750 min−1 unbelastet                                                              |
| Bauartgeschwindigkeit:          | 83 km/h |
| Tank:                           | 2 × 250 Liter Diesel                                                                                          |
| Eigenmasse:                     | 11.620 kg (ohne Kran), 13.190 (mit Seilwinde und Kran PK 7500N)                                               |
| Zul. Gesamtmasse:               | 22.000 kg |
| Techn. zul. Zuggesamtmasse:     | 100.000 kg |
| Länge:                          | 8,425 m (ohne Kran)                                                                                           |
| Breite:                         | 2,50 m (ohne Seitenspiegel)                                                                                   |
| Höhe:                           | abgeplant 3,0 m aufgeplant Normalstellung 3,034 m aufgeplant hochgesetzt 3,204 m mit Ladekran PK 7500N 3,40 m |
| Wattiefe:                       | 0,80 m |
| Schwallwassertiefe:             | 1,2 m |
| Verbrauch:                      | 35 bis 55 Liter je 100 km (ohne Anhänger; ohne Standlaufzeiten), im Gelände bis zu 100 l/100 km               |
| Kraftstoffbehälter:             | 2× 250 Liter                                                                                                  |
| Steigfähigkeit (ohne Anhänger): | ca. 60 % |
| Kupplung:                       | Wandler-Schaltkupplung ZF WSK 400/1                                                                           |
| Wechselgetriebe:                | ZF S6 - 90 (6 Vorwärts 1 Rückwärtsgang)                                                                       |
| Verteilergetriebe:              | ZF A 600/3D (sperrbares Planetenlängsausgleichsgetriebe)                                                      |
| Bremse:                         | Vorderachse hydraulisch, Hinterachsen mittels Luftdruck gebremst                                              |

### Weitere Verwendungen
- Ein Spezialumbau der Firma Lohr war von 1985 bis 2017[1] als TLF-A 4000 bei der Freiwilligen Feuerwehr Stainz in der Steiermark im Einsatz.
- Auf der Basis des sLKW entwickelte ÖAF auch einen Radpanzer, dessen Weiterentwicklung allerdings eingestellt wurde.[2]
- Für den Einsatz in Bosnien-Herzegowina (AUSLOG/IFOR bzw. SFOR) ab Februar 1996 wurde ein Zug sLkw einer Transportkompanie "gehärtet", d. h. das Führerhaus mit Kevlarplatten ummantelt. Für die Fenster gab es Schutzgitter, die allerdings kaum verwendet wurden, da sich die Fahrer dadurch zu sehr in ihrer Sicht gestört fühlten. Durch die Härtung erhöhte sich die Eigenmasse und verringerte sich die Nutzlast dementsprechend um ca. 2 t.[3]